# 伊達村豊
伊達 村豊（だて むらとよ）は、江戸時代前期から中期にかけての外様大名。伊予国伊予吉田藩3代藩主。院使・勅使・公家衆の饗応を複数回担当している。

## 生涯

### 誕生から家督まで
天和2年（1682年）11月8日、伊予宇和島藩士・伊達宗職の次男として宇和島にて誕生。母は里見氏。幼名は金之助。初名は宗春（むねはる）。
元禄6年（1693年）、宇和島藩の支藩である吉田藩の藩主で従兄の伊達宗保に子がなかったため、その養子となり、12月7日に12歳で3代藩主となった。12月15日、5代将軍・徳川綱吉に御目見し、父の遺品・備前基光の刀を献上した。元禄10年（1697年）12月18日、叙任した。

### 元禄赤穂事件
元禄14年（1701年）2月、霊元上皇の院使として江戸に下向する清閑寺熈定の饗応役に任じられ、一方で播磨国赤穂藩主・浅野長矩が勅使の柳原資廉と高野保春の饗応役に任じられた。2人の指南役は高家肝煎の吉良義央であった。3月14日、浅野長矩の吉良義央への刃傷の際にも現場に居合わせ、梶川頼照らと共に浅野の取り押さえに加わっている。浅野の凶事の後も宗春の方は無事役目を勤め上げ賞賛された。

### お国入りと改名
宝永元年（1704年）、将軍家法事の公家衆饗応。
同年5月28日、初めて領地である伊予吉田に入った。以降、隔年に参勤交代するようになる。翌年6月1日に青山忠重の娘と結婚する。
宝永6年（1709年）、公家衆御門跡饗応。翌7年（1710年）には東山智恩院御門跡の饗応を担当した。
正徳3年（1713年）8月15日、官位を和泉守に改め、享保10年（1725年）12月2日にはさらに若狭守となった。諱を宗春から村豊（むらとよ）に変えたのもこの頃とされている。
なお、正徳5年（1715年）5月、老中・松平信庸と前橋藩主・酒井親愛の許可を得て、21日間にわたり伊香保温泉へ湯治治療に出かけている。

### 治世と飢饉対策
享保17年（1732年）、享保の大飢饉に際し、吉田藩も虫害による損害2万5,000石、風水害による損害2,000石という大損害を出したため、幕府より3,000両を1年据え置きの5年払いで借りることを余儀なくされた。同年の年貢を常年の四分の一と免租し雑穀（麦稗）と根菜などを放出、備蓄米もあり一人の餓死者も出さなかった。同じ伊予の松山藩は全国の三分の一を占める餓死者を出し、松平定英が老中から譴責を受けている。
享保20年（1735年）、村豊は左京（四代・村信）の嫡子願いを提出し許可された。
元文2年（1737年）6月30日、伊予吉田藩の江戸藩邸にて死去した。法名は沢翁真龍大淵院。墓は東京都港区高輪の東禅寺。跡を村信が継いだ。村豊の44年の藩主治世は藩史「藤蔓延年譜」で見れる。

## 系譜
- 父：伊達宗職（1642-1704）
- 母：里見氏
- 養父：伊達宗保（1673-1693）
- 正室：青山忠重の娘
- 室：須磨 - 本寿院、斎藤氏
  - 次男：伊達村信（1720-1765）
- 室：滝氏
  - 三男：上杉義枝（1720-1742） - 上杉知義の養子
- 生母不明の子女
  - 長男：伊達村澄（1717-1735）
  - 四男：伊達成房
  - 五男：伊達徳行
  - 六男：久徳成朝
  - 七男：恒川久定
  - 八男：伊達成要
  - 女子：荻野朝周室
  - 女子：戸沢正諶婚約者 - 結婚前に病没

## 評価
- 「左京亮様、勅使様饗応の儀、御首尾能く勤められた旨」と記され（『宗贇公御代記録書抜』）、地元では「勤皇のお殿様」「元禄赤穂事件（忠臣蔵）のお殿様」[5]として有名。
- 吉田藩においては勅使饗応の費用として膨大な五千両を計上し（前項の大飢饉での借財が三千両であるから破格の金額である）[6]、勅使はもちろん供の公家侍に対してもへりくだり、心を尽くして饗応した[7]。「浅野長矩は吝嗇」[注釈 3]「吉良義央は名君」[8]との伝承口碑も吉田及び宇和島に残る[9]（ただし、村豊と長矩は先祖が絶縁関係で不通。長矩切腹地の田村（伊達政宗の曾孫）も同じ[10]）。
- なお、村豊一人の才覚だけでなく「家老荻野七郎兵衛ら江戸詰め家臣の働きが良かった」と伝わる[11]。
- 吉良義周お預かりの諏訪忠虎は嫡男・村信の義父に当たる。また、高家・上杉義枝は村豊三男である（上記系譜と右上の凡例も参照）。加えて吉田藩は吉良とも入魂の呉服商・笹屋と良好な関係で、朝廷の故事先例に通じていた。

## 遺品
- 三幅対山水画「西王母と牡丹図」（直筆の水墨画）